# Joachim Heintz

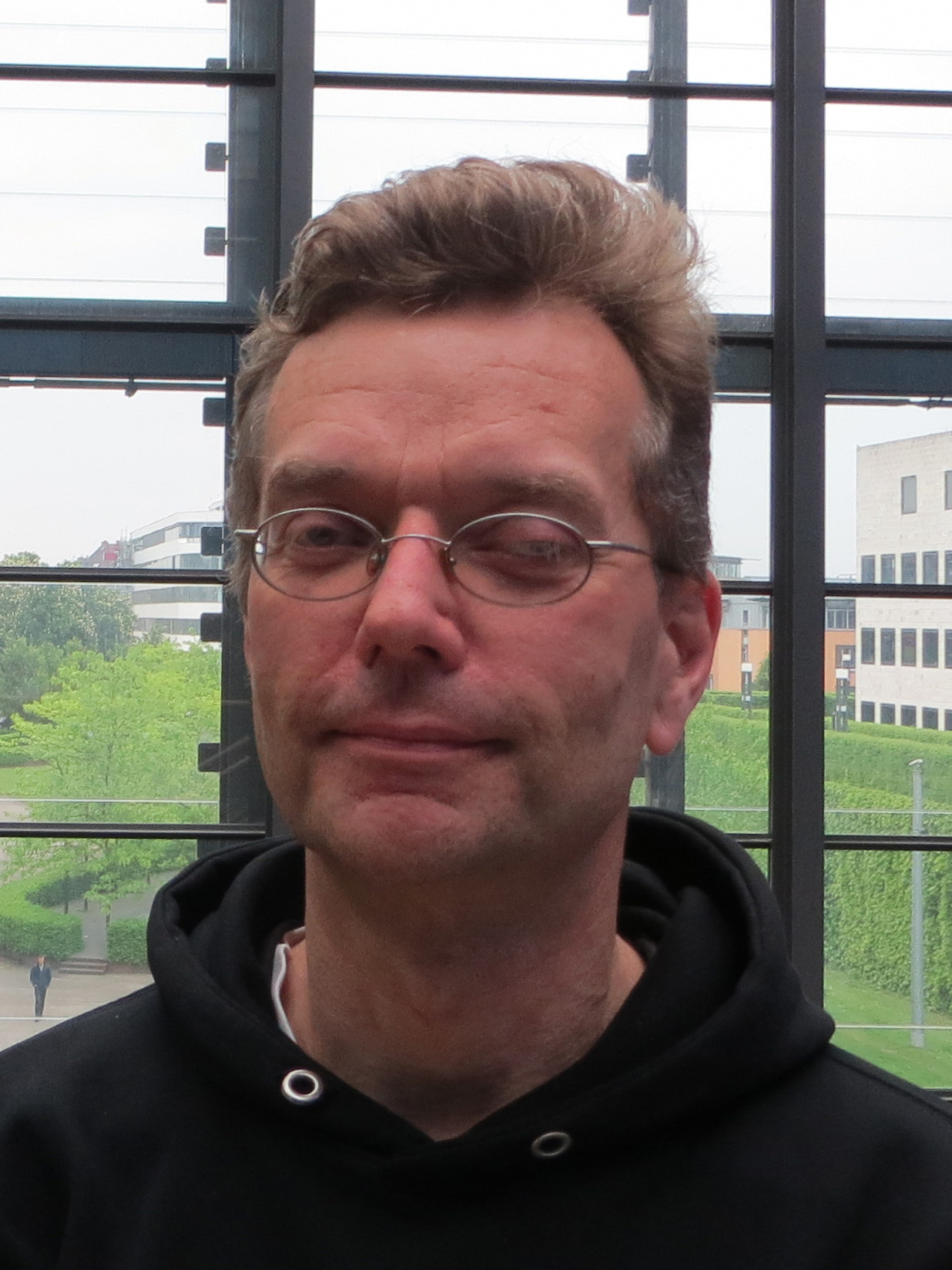
Joachim Heintz auf der Linux Audio Conference 2014 in Karlsruhe

Joachim Heintz (* 1961 in Braunschweig) ist Leiter des elektronischen Studios Incontri an der Hochschule für Musik, Theater und Medien Hannover und unterrichtet Audio-Programmierung an der Hochschule für Künste Bremen.

## Leben
Joachim Heintz ist in Braunschweig aufgewachsen, studierte zunächst Literatur- und Kunstgeschichte in Hamburg und begann 1995 ein Kompositionsstudium bei Younghi Pagh-Paan und Günter Steinke in Bremen. Dort beschäftigte er sich intensiv mit elektronischer Musik.
Er ist Mitentwickler in den Open-Source-Projekten Csound und CsoundQt.
Seine Werke umfassen Arbeiten für Elektronik und klassische Instrumente, Klanginstallationen und Arbeiten mit Videos. Sie wurden in verschiedenen europäischen und asiatischen Ländern sowie den USA aufgeführt. Er ist Mitglied im Theater der Versammlung Bremen und war Vorsitzender der Deutschen Gesellschaft für Elektroakustische Musik.

## Schriften
- Gnosis: Literarische Splitter zur Erkenntnis. Zerling, Berlin 1998. ISBN 3-88468-070-6.